# Fordwich
Fordwich – najmniejsze miasto w Wielkiej Brytanii, w Anglii, w hrabstwie Kent. Fordwich jest wspomniana w Domesday Book (1086) jako Forewic.